# Bianchi (bedrijf)
Bianchi (S.p.A. Edoardo Bianchi, later Officine Metallurgiche Edoardo Bianchi, Velo S.p.A, Milano, 1897-1967) is een historisch Italiaans merk van motorfietsen, auto's en fietsen. De Milanees Edoardo Bianchi startte met een fietsenwinkel in de binnenstad van Milaan in 1885. Bianchi behaalde sportieve successen, met name voor 1940, onder anderen met de beroemde coureur Tazio Nuvolari.

## Fietsen
In 1885 begon het verhaal, toen de 20-jarige Edoardo Bianchi zijn eerste fiets maakte in een kleine werkplaats in Milaan. De producten waren zo goed dat na drie jaar Bianchi moest uitwijken naar een groter pand. Hij was de eerste Italiaanse fabrikant die rubberen banden gebruikte.
Sedertdien is Bianchi uitgegroeid tot een van de grootste namen in de fietsenbranche. Het merk heeft tegenwoordig ook submerken als Gitane en Chiorda. Bianchi maakt sinds 1997 deel uit van de groep Cycleurope, met andere fietsmerken zoals Puch en Peugeot. Cycleurope is op zijn beurt onderdeel van de Zweedse holding Grimaldi Industri AB.
Bianchi is ook al geruime tijd actief in het wielrennen als sponsor en leverancier van fietsen en onderdelen. Zo behaalden onder meer de Italianen Fausto Coppi en Felice Gimondi hun grootste successen op een Bianchifiets. Ook recentere kampioenen als Mario Cipollini, Moreno Argentin, Marco Pantani, Johan Museeuw en Wout van Aert reden op een Bianchifiets.
De Bianchifietsen zijn vooral bekend door de kleur "celeste": oorspronkelijk hemelsblauw, maar tegenwoordig vaak een soort zeegroen.

## Auto's

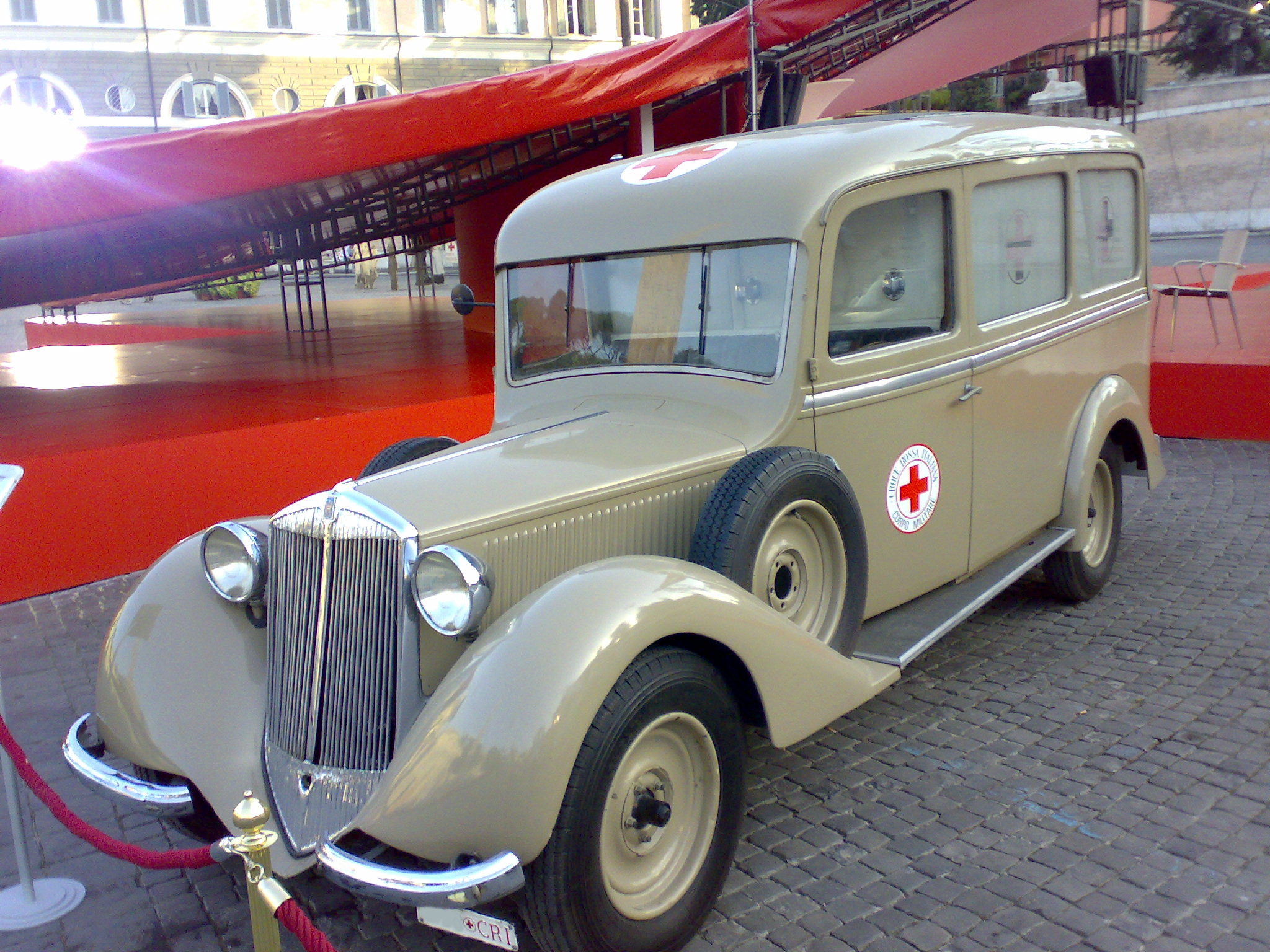
Bianchi S9

De eerste echte auto werd gebouwd in 1899. Duidelijk bij Bianchi was de Franse invloed in de bouw van de auto's. Ook auto's waren een succesvolle onderneming en in 1902 moest Edoardo alweer een nieuw en groter pand betrekken. In 1907 nam Bianchi deel aan de Coppa Florio met de 120PK Corsa. Tijdens de Eerste Wereldoorlog moest Bianchi zich van de Italiaanse regering beperken tot de productie van pantserwagens, hierna was er weinig vraag. Bianchi besloot een serie lichte personenauto's te produceren. Dit was redelijk succesvol. Hierna besloot men het Amerikaanse voorbeeld te volgen van auto's met een V8-motor. Hier was geen vraag naar en Bianchi kon alleen dankzij de fietsen overleven. De 80-jarige Bianchi besloot na de Tweede Wereldoorlog geen auto's meer te produceren. In 1955 besloot de firma toch weer auto's te produceren, maar had daar zelf niet voldoende geld voor. Zie verder: Autobianchi.

## Motorfietsen
In 1897 bouwde oprichter Edoardo Bianchi al zijn eerste tricycle met een eencilinder De Dion-Boutonmotor met snuffelkleppen, hoewel het volgens sommige bronnen ook al een echte “gemotoriseerde fiets” geweest moet zijn.
Hierna volgden een- en tweecilindermotoren en vanaf 1900 ook automobielen. Voor de Tweede Wereldoorlog bouwde Bianchi 174 tot 498 cc kopklep eencilinders en 500 tot 750 cc tweecilinders, later zowel twee- als viertakten van 48 tot 248 cc.
In de jaren zestig probeerde Bianchi het in wegraces nog eens met 350 en 500 cc twins, maar kwam in financiële problemen.
In 1967 stopte de productie van motorfietsen en werd de fabriek aan het Piaggioconcern verkocht. De motorafdeling was toen al van de autofabriek gescheiden. Op de fietsen vierde onder andere Fausto Coppi zijn successen.

### Spot- en bijnamen
Bianchi 350 cc wegracer eind jaren twintig: Freccia Celeste (‘blauwe pijl’)